# Chřibská
Chřibská (in tedesco Kreibitz) è una città della Repubblica Ceca facente parte del distretto di Děčín, nella regione di Ústí nad Labem.